# Am I Blood
Am I Blood es una banda de thrash metal originaria de Kerava, Finlandia. La banda se formó en 1992.

## Discografía
Álbumes de estudio 
- Natural Mutation (1995)
- Am I Blood (1997)
- Agitation (1998)
- The Truth Inside the Dying Sun (2001)
- The Truth Inside the Dying Sun (2005) re-edition
- Existence of Trauma (2011)

EPs
- Gone With You (2000)